# Defenders of the Earth
Defenders of the Earth is een Amerikaanse animatieserie uit de jaren 80, met in de hoofdrol drie stripfiguren van King Features Syndicate — Flash Gordon, The Phantom, en Mandrake the Magician. De serie werd voor het eerst uitgezonden op 8 september 1986 en liep een seizoen van 62 afleveringen. De serie kreeg een spin-off in de vorm van een kortlopende stripserie, gepubliceerd door Star Comics (een tak van Marvel Comics).

## Inhoud
De pilot begint met Flash Gordon en zijn zoon Rick die ontsnappen aan Ming the Merciless. Ming heeft de natuurlijke bronnen van zijn thuisplaneet Mongo uitgeput, en heeft zijn zinnen nu gezet op de Aarde. Flash’ vrouw (Dale Arden in de Marvel strip) wordt gevangen door Ming die haar probeert te hersenspoelen. Ze weerstaat hem echter tot de dood. Haar geest wordt echter overgebracht op een computer.
Flash richt samen met Phantom, Mandrake en diens vriend Lothar de Defenders of the Earth op om Ming tegen te houden.

## Personages

### Helden
- Flash Gordon: de legendarische ruimteheld en leider van de Defenders of the Earth. Hij is een ervaren piloot en de vader van Rick Gordon.
- The Phantom: het legendarische "Ghost Who Walks". Zijn echte naam is Kit Walker, en hij is de 27e Phantom op rij. Deze versie van de Phantom heeft in tegenstelling tot zijn voorouders wel superkrachten. Via de spreuk "By jungle law, the ghost who walks calls forth …" kan hij zichzelf verschillende krachten toekennen zoals de kracht van 10 tijgers of de snelheid van een jachtluipaard.
- Mandrake the Magician: een man van mysterie. Hij heeft magische krachten en veel kennis van occultisme.
- Lothar: een supersterke vriend van Mandrake.
- Richard "Rick" Gordon: een computergenie en de zoon van Flash Gordon.
- Kshin: een verweesde Aziatische jongen geadopteerd door Mandrake. Hij is nu Mandrakes leerling. Zijn land en oorsprong worden niet nader verklaard in de serie.
- L.J. (Lothar Junior): de zoon van Lothar en een gevechtsexpert.
- Jedda Walker: de dochter van The Phantom. Ze beschikt over telepathische en beperkte psychische krachten.
- Dynak X: de centrale computer in het hoofdkwartier van de Defenders. Voordat Flash’ vrouw stierf door Mings toedoen werd haar geest overgebracht op Dynak X.

### Schurken
- Ming the Merciless: Flash Gordons oude vijand. Deze versie van Ming ziet er monsterlijker uit dan zijn stripversie, die een meer traditioneel Aziatisch uiterlijk had (waarschijnlijk om racisme te voorkomen).
- Octon: een metalen octopusachtige machine die Ming advies geeft.
- Garax: de leider van Mings soldaten.
- Mongor: een enorme serpent en huisdier van Ming.
- Kurt Walker: de oudere broer van The Phantom. Kurt is een personage speciaal bedacht voor de serie en heeft nooit in een strip meegedaan.
- The Sky Band: een van The Phantoms oudste vijanden. In de serie zijn ze ruimtepiraten.

## Afleveringen
1. "Escape from Mongo"
2. "The Creation of Monitor"
3. "A Demon in His Pocket"
4. "A House Divided"
5. "Bits and Chips"
6. "The Root of Evil"
7. "Cold War"
8. "The Sleeper Awakens"
9. "The Revenge of Astra"
10. "The Hall of Wisdom"
11. "The Mind Warriors, Part I"
12. "The Mind Warriors, Part II"
13. "The Lost Jewels of Tibet"
14. "The Evil of Doctor Dark"
15. "Diamonds are Ming's Best Friends"
16. "The Men of Frost"
17. "Battleground"
18. "The Panther Peril"
19. "Fury of the Deep"
20. "Family Reunion"
21. "The Defense Never Rests"
22. "Doorways into Darkness"
23. "Deal with the Devil"
24. "Terror in Time"
25. "Ming's Household Help"
26. "The Starboy"
27. "The Gods Awake"
28. "The Ghost Walks Again"
29. "The Book of Mysteries"
30. "The Future Comes But Once"
31. "Kshin And# "The Ghost Ship"
32. "The Carnival of Dr. Kalihari"
33. "The Mystery of the Book"
34. "Flash Times Four"
35. "The Frozen Heart"
36. "Rick Gordon, One Man Army"
37. "The Rites of Zesnan"
38. "Audie the Tweak"
39. "Return of the Skyband"
40. "Dracula's Potion"
41. "One of the Guys"
42. "100 Proof Highway"
43. "The Time Freezer"
44. "The Prince Makes His Move# "(1)"
45. "Prince Triumphant# "(2)"
46. "The Prince Weds# "(3)"
47. "The Prince's Royal Hunt# "(4)"
48. "The Prince is Dethroned# "(5)"
49. "Lothar's Homecoming"
50. "Suspended Sabotage"
51. "The Call of the Eternals"
52. "The Return of Doctor Dark"
53. "The Deadliest Battle"
54. "The Necklace of Oros"
55. "Ming Winter"
56. "The Golden Queen, Part 1"
57. "The Golden Queen, Part 2"
58. "Flesh and Blood"
59. "Drowning World"
60. "The Adoption of Kshin"
61. "Street Smarts"
62. "Ming's Thunder Lizards"

## Cast
- Lou Richards – Flash Gordon
- Peter Mark Richman – The Phantom
- Peter Renaday – Mandrake the Magician
- Loren Lester – Rick Gordon
- William Callaway – Ming the Merciless
- Buster Jones – Lothar

## Andere media
Naast de vierdelige Marvel Comics miniserie verschenen er boeken over de animatieserie getiteld The Creation of Monitor, A House Divided, The Sun-Stealers en Computer Checkmate'.
Een serie actiefiguurtjes werden geproduceerd door Galoob.
Er is ook een videospel voor de pc gemaakt dat is gebaseerd op deze animatieserie.

## Trivia
- Rick Gordon zou oorspronkelijk de zoon van de Phantom zijn.
- Jedda Walker zou oorspronkelijk de dochter van Flash Gordon zijn.
- Jedda Walker is het enige vrouwelijke personage dat de Phantom identiteit heeft aangenomen.